# Морфи, Пол
Пол Чарльз Мо́рфи (англ. Paul Charles Morphy, 22 июня 1837, Новый Орлеан — 10 июля 1884, там же) — американский шахматист; сильнейший в мире в середине XIX века. Юрист по образованию, окончил Луизианский университет (ныне Тулейнский университет).

## Биография
Потомок ирландских эмигрантов-якобитов, состоявших на испанской службе. В семье многие играли в шахматы: например, дядя — Эрнесто Морфи — был одним из первых учителей Пола Чарльза. Известны некоторые партии Э. Морфи, в том числе его победа над тогдашним чемпионом США Ч. Стэнли. В шахматы играли также отец Алонсо Морфи, дед по матери Жозе Карпантье и дядя Шарль Карпантье. В 1987 году журнал «64 — Шахматное обозрение» опубликовал несколько «внутрисемейных партий» Морфи и Карпантье.

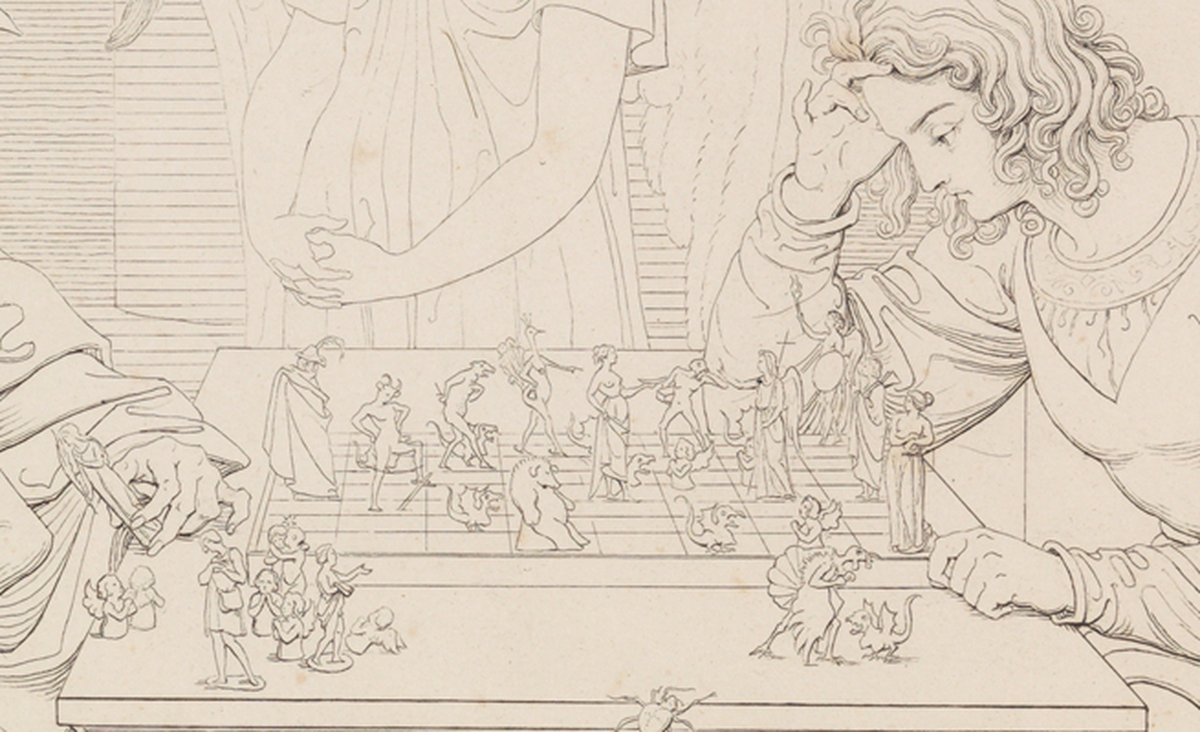
Мориц Ретч. Шахматисты. Деталь картины

В 1855 году Морфи поступил в Луизианский университет, закончил его за два года и получил диплом адвоката. В 1857 году Морфи получил первый приз на первом Всеамериканском шахматном конгрессе.
В 1858 году Морфи сыграл случайную партию, которая стала широко известной, против Карла Брауншвейгского и графа Изуара в Театре итальянской оперы в Париже. В этом же году в Европе состоялись матчи Морфи с известными британскими шахматистами Стаунтоном, Барнсом, Оуэном, а также выдающимся германским шахматистом Андерсеном, которые закончились победой Морфи за явным преимуществом.
В 1859 году Морфи вернулся в США, где был восторженно встречен. Он заявил о готовности играть с любым шахматистом мира, давая тому фору: пешку и очередь хода (ход вперёд).
Однако вскоре Морфи отказался от серьёзной игры в шахматы. Также ему не удавалось найти работу адвоката по своей специальности. Родители девушки, в которую он был влюблён, не дали согласия на брак с ним. У него стало прогрессировать психическое заболевание (предположительно шизофрения). Он всё больше замыкался в кругу близких.
К 1861 году относится эпизод с картиной немецкого художника Морица Ретча «Шахматисты» (созданной в 1830-е годы), на которой изображён Дьявол, играющий в шахматы против юноши в присутствии его ангела-хранителя. Находясь в Ричмонде (штат Виргиния) в гостях у преподобного Р. Р. Гаррисона, реконструировавшего позицию на картине, Морфи объявил, что готов защищать позицию юноши, считавшуюся прежде безнадёжно проигранной. И выполнил своё обещание, сведя партию вничью.
В полдень 10 июля 1884 года 47-летний Морфи был найден мёртвым в своей ванной дома в Новом Орлеане. По данным вскрытия, причиной фатального исхода стал инсульт, вызванный погружением в холодную воду после длительной прогулки по полуденной жаре. Особняк Морфи, проданный его семьёй в 1891 году, был впоследствии переоборудован в широко известный ресторан Brennan’s.

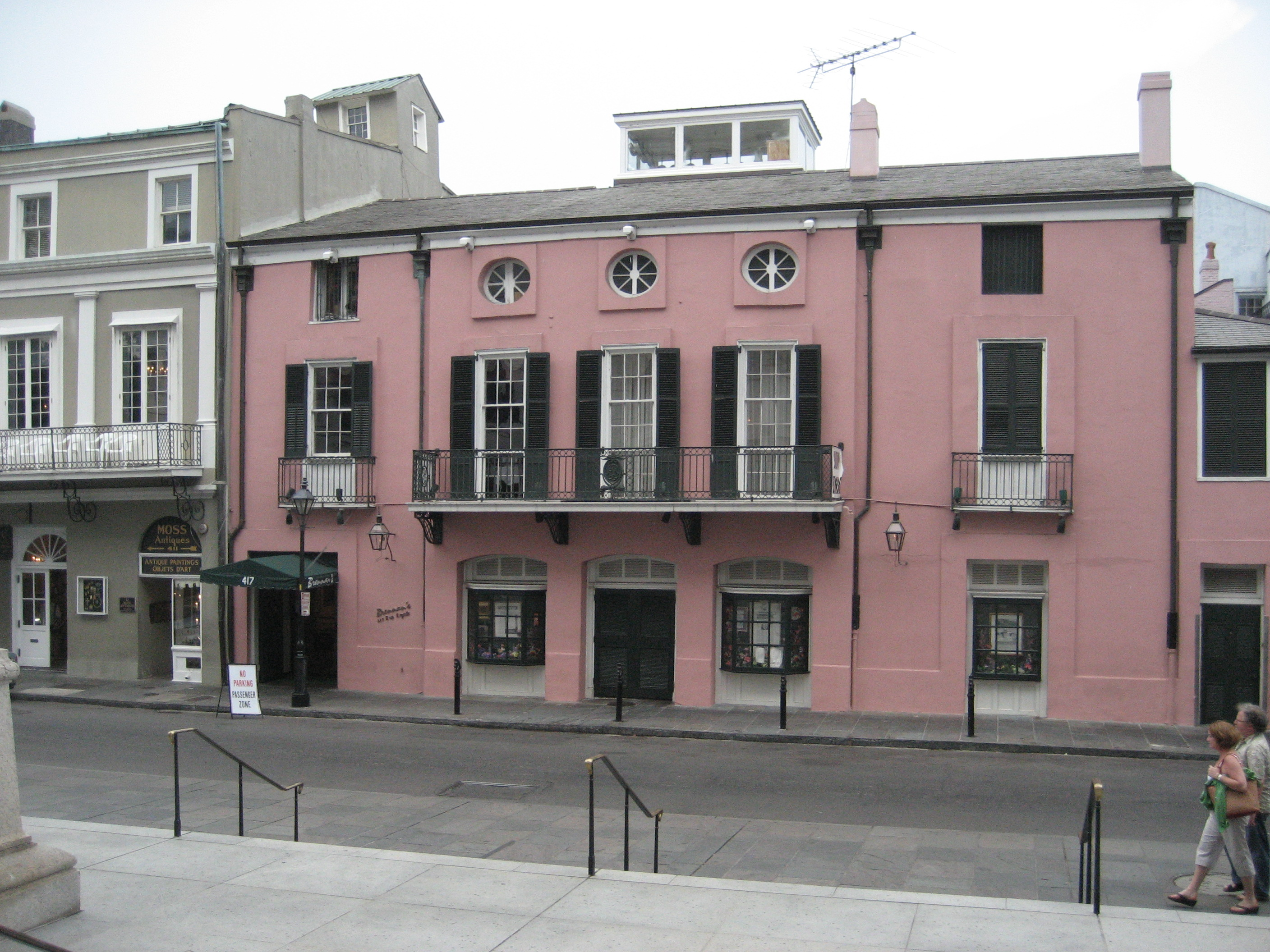
Особняк Морфи на Ройял-стрит в мае 2007 года

## Характеристика творческой манеры
Василий Смыслов: «В наши дни наибольшее удивление вызывает гармоничность его игры. Морфи всегда готов был атаковать короля, но если позиция требовала иных действий, то он не отказывался от борьбы в строгом позиционном стиле и от перехода в эндшпиль. Постоянное стремление Морфи к инициативе, неустанный поиск лучшего хода, игра высокого накала производят глубокое впечатление. Подлинным откровением для его современников была трактовка дебютов Полом Морфи. Он стремился к открытым позициям и всё подчинял быстрейшему развитию фигур. Для его стиля характерно ведение сражения по всей доске. В фигурной борьбе он, несомненно, превосходил всех своих соперников. Морфи прекрасно разыгрывал и эндшпиль, искусно внося комбинационные мотивы в простые на вид окончания».
Михаил Ботвинник: «До сих пор Морфи является непревзойдённым мастером открытых игр. Насколько велико его значение, видно из того, что ничего существенного после Морфи в этой области создано не было. Каждый шахматист — от начинающего до мастера — должен в своей практике снова и снова возвращаться к творчеству гениального американца».